# María Antonieta Valenzuela
María Antonieta Valenzuela (Santiago, 10 de febrero de 1945) es una científica chilena, educadora y formadora de científicos en Chile. Está considerada una de las principales investigadoras a nivel internacional respecto a la enzima apirasa, [cita requerida] y es además impulsora de la técnica de espectrometría de masas en el país.[cita requerida]

## Reseña biográfica
Ingresa a la carrera de Química y Farmacia en la Universidad de Chile, titulándose en 1968. Entre 1972 y 1973 realiza una estadía con el Dr. Emil L. Smith en la Universidad de Los Ángeles, California, gracias a una beca otorgada por el convenio entre esta Universidad y la Universidad de Chile. Luego de esto realiza una segunda estadía, esta vez en la Universidad de Southern California (USC), con una beca financiada por el National Institute of Cancer junto al Dr. Paul Harris, entre 1973 y 1975. Se titula como Doctora en Bioquímica en la Universidad de Chile en 1987. Desde entonces, ha sido un activo miembro de esta Universidad, tanto como docente como en funciones administrativas, llegando a convertirse en Directora del Departamento de Bioquímica y Biología Molecular, así como también miembro del programa del comité del Programa de Postgrado en Bioquímica, en Magíster y Doctorado. Ha trabajado junto al Doctor Osvaldo Cori y la doctora Aída Traverso-Cori. Impulsora de innovadoras técnicas en la bioquímica, tales como el uso de la electroforesis capilar, espectrometría de masas, entre otras. Su línea de investigación incluye aplicaciones de proteómica en el estudio de la neuropatología viral producida por el retrovirus HTLV-I, así como la estructura, función y regulación de enzimas proteolíticas de origen animal y vegetal. Su labor como docente y formadora de científicos en la Universidad de Chile, hacen de ella uno de los pilares fundamentales del desarrollo de la ciencia en Chile.

## Distinciones
- Premio medalla al mérito académico (Rector Valentín Letelier, 2005)[3]
- Generación Siglo XXI (Universidad de Chile, 2002) [4]
- Mejor alumna de la promoción (Química y Farmacia, 1967)

## Publicaciones

### Revistas nacionales
- Fanta, N., Anich, M., Mancilla, M., Kettlun A.M., Valenzuela M.A. & Traverso-Cori, A. (1988) "Starch, adenine nucleotides and apyrase changes during potato tuber development". Arch. Biol. Exp. Chile 21, 129-133.
- Kettlun, A.M., Uribe, L., Silva, S., Rivera, J., Valenzuela, M.A. & Traverso-Cori, A. (1981) "Chemical modification of aromatic, acid and basic aminoacids of two isoenzymes of apyrases from Solanum tuberosum". Arch. Biol. Med. Exp. Chile 14, 171-175.
- Calvo, V., Valenzuela M.A. & Traverso-Cori, A. (1979) "ATP fosfonato y azul de Cibacron unidos a polidextrano para purificar pirofosfohidrolasa". Rev. Chilena Ed Quím. 4, 254.
- Calvo, V., Valenzuela, M.A. & Traverso-Cori, A. (1979) "Síntesis de análogos de ATP unidos a Sepharose en la purificación de una pirofosfohidrolasa". Rev. Chilena Ed. Quím. 4, 258.

### Revistas internacionales
- Medina F, Quintremil S, Alberti C, Barriga A, Cartier LM, Puente J, Ramírez E, Ferreira A, Tanaka Y, Valenzuela MA. Tax posttranslational modifications and interaction with calreticulin in MT-2 cells and human peripheral blood mononuclear cells of human T cell lymphotropic virus type-I-associated myelopathy/tropical spastic paraparesis patients. AIDS Res Hum Retroviruses. 2014 Apr;30(4):370-9.2013 IF 2.7
- Dezerega A, Madrid S, Mundi V, Valenzuela MA, Garrido M, Paredes R, García-Sesnich J, Ortega AV, Gamonal J, Hernandez M. Pro-oxidant Status and Matrix Metalloproteinases in Apical Lesions and Gingival Crevicular Fluid as Potential Biomarkers for Asymptomatic Apical Periodontitis and endodontic treatment response. J Inflamm 2012, 9:8. IF 2.263
- Maldonado H, Ramirez E, Utreras E, PAndo ME, Kettlun AM, Chiong M, Kulkarni AB, Puente J, Cartier L, Valenzuela MA. Inhibition of cyclin-dependent kinase 5 but not of glycogen synthase kinase 3-b prevents neurite retraction and tau hyperphosphorylation caused by secretable products of human T-cell leukemia virus type I-infected lymphocytes. J Neurosci Res 2011; 89: 1489-98.
- Alberti C, Cartier L, Valenzuela MA, Puente J, Tanaka Y, Ramirez E. Molecular and clinical effects of betamethasone in human T-cell lymphotropic virus type-I-associated myelopathy/tropical spastic paraparesis patients. J Med Virol. 2011; 83:1641-9.
- Ramirez E, Cartier L, Rodriguez L, Alberti C, Valenzuela MA (2010). In vivo fluctuation of Tax, Foxp3, CTLA-4, and GITR mRNA Expression in CD4+CD25+ T cells of human T-lymphotropic virus type 1 -associated myelopathy. Braz J Med Res 2010;43:1109-15
- Alberti C, Gonzalez J, Maldonado H, Medina F, Barriga A, García L, Kettlun A, Collados L, Puente J, Cartier L, Valenzuela M. Comparative study of CSF neurofilaments in HTLV-1-associated myelopathy/tropical spastic paraparesis and other neurological disorders.  AIDS Res Hum Retroviruses. 2009 Aug;25(8):803-9
- Hernández Rios M, Sorsa T, Obregón F, Tervahartiala T, Valenzuela MA, Pozo P, Dutzan N, Lesaffre E, Molas M, Gamonal J. Proteolytic roles of matrix metalloproteinase (MMP)-13 during progression of chronic periodontitis: initial evidence for MMP-13/MMP-9 activation cascade.J. Clin. Periodontol. 2009;36:1011-7.
- Becker MI, Fuentes A, Del Campo M, Manubens A, Nova E, Oliva H, Faunes F, Valenzuela MA, Campos-Vallette M, Aliaga A, Ferreira J, De Ioannes AE, De Ioannes P, Moltedo B. Immunodominant role of CCHA subunit of Concholepas hemocyanin is associated with unique biochemical properties. Int Immunopharmacol. 2009;9:330-9.
- Maldonado H, Ortiz-Riaño E, Krause B, Barriga A, Medina F, Pando ME, Alberti C, Kettlun AM, Collados L, García L, Cartier L, Valenzuela MA. Microtubule proteins and their post-translationally forms in cerebrospinal fluid of patients with paraparesis associated to HTLV-I infection and in SH-SY5Y cells, an in vitro model of HTLV-I-induced disease. Biological Research, 2008; 41 (3), 239-59
- Puente J, Jaque M, Carrasco C, Cruz C, Valenzuela M, Wolf M, Mosnaim A. Triptan drugs, natural killer cell cytotoxicity, and neutrophils pro-matrix metalloproteinase-9 secretion. Headache.2008; 48 (10), 1482-9
- Cartier L, Vergara C, Valenzuela MA. Immunohistochemistry of degenerative changes in the central nervous system in spastic paraparesis associated to human T lymphotropic virus type I (HTLV-I). Rev Med Chil 2007, 135: 1139-46.
- Restaíno CG, Chaparro A, Valenzuela, Kettlun AM, Vernal R, Silva S, Puente J,  Jaque MP, Gamonal J. Stimulatory response of peripheral blood neutrophils from periodontitis-affected patients and healthy controls towards periodontal pathogens. Oral Diseases 2007; 13:474-81.
- Albrecht D, Garcia L, Cartier L, Kettlun AM, Vergara C, Collados L, Valenzuela MA. Trophic factors in cerebrospinal fluid and spinal cord of patients with tropical spastic paraparesis, HIV, and Creutzfeldt-Jakob disease. AIDS Res Hum Retroviruses. 2006 Mar;22(3):248-54.
- Pozo P, Valenzuela MA, Melej C, Zaldívar M, Puente J, Gamonal J.  Longitudinal analysis of metalloproteinases, TIMPs and clinical parameters in gingival crevicular fluid from periodontitis-affected patients. J Periodontal Res. 2005 Jun;40(3):199-207.
- Kettlun AM, Espinosa V, García L, Valenzuela MA. Potato tuber isoapyrases: substrate specificity, affinity labeling, and proteolytic susceptibility. Phytochemistry 2005 May;66(9):975-82.
- Vernal R, Dutzan N, Chaparro A, Puente J, Valenzuela MA, Gamonal J. Levels of interleukin-17 in gingival crevicular fluid and in supernatants of cellular cultures of gingival tissue from patients with chronic periodontitis. J Clin Periodontol. 2005 Apr;32(4):383-9.
- Vernal R, Chaparro A, Graumann R, Puente J, Valenzuela MA, Gamonal J. Levels of cytokine receptor activator of nuclear factor kappaB ligand in gingival crevicular fluid in untreated chronic periodontitis patients. J Periodontol. 2004 Dec;75(12):1586-91.
- Costa AF, Gamermann PW, Picon PX, Mosmann MP, Kettlun AM, Valenzuela MA, Sarkis JJ, Battastini AM, Picon PD. Intravenous apyrase administration reduces arterial thrombosis in a rabbit model of endothelial denudation in vivo. Blood Coagul Fibrinolysis. 2004 Oct;15(7):545-51.
- Cartier L, García L, Kettlun AM, Castañeda P, Collados L, Vásquez F, Giraudon P, Belin MF, Valenzuela MA. Extracellular matrix protein expression in cerebrospinal fluid from patients with tropical spastic paraparesis associated with HTLV-I and Creutzfeldt-Jakob disease Scand J Clin Lab Invest 2004, 64, 101-107. .
- Kettlun, A.M., Collados, L., García, L., Cartier, L.A., Mosnaim AD., Wolf, ME, Valenzuela M.A.  “Matrix metalloproteinases profile in patients with Creutfeldt-Jakob disease Int. J. Clin. Pract.  2003, 57, 475-478.
- Kettlun, AM., Cartier, L., García, L., Collados, L.,  Vásquez, F., Ramírez, E,  Valenzuela, MA. “TIMPs and MMPs expression in CSF from patients with TSP/HAM. Life Sci. 2003, 72, 2863-76.
- Espinosa, V., Kettlun, A.M., Zanocco, A., Cardemi,l E., Valenzuela MA. Differences in nucleotide-binding site of isoapyrases deduced from tryptophan fluorescence”. Phytochemistry 2003, 63, 7-14.
- Jiménez, P., García, L., Adarmes, H., González, E. & Valenzuela, MA. ATPase and ADPase activities in synovial membrane of equine metacarpophalangeal joint. Life Sciences, 2002, 70, 2445-55.
- Galleguillos, M., Valenzuela, M.A., Riquelme, R., Sanhueza, E., Sánchez, G, Figueroa, J.P.,  Llanos, A. Nitric oxide synthase activity in brain tissues from llama fetuses submitted to hypoxemia Comp. Biochem. Physiol. A Mol. Integr Physiol. 2001, 29, 605-14.
- Valenzuela, MA., Collados, L., Kettlun, AM., González F, Cartier, L. Alteraciones de las actividades metaloproteinásicas (MMPs) y de sus inhibidores (TIMPs) en el líquido céfalorraquídeo de pacientes con paraparesia espástica tropical. Rev. Med. Chile 2000, 128, 585-92.
- Espinosa, V., Kettlun, AM., Zanocco, A., Cardemil, E., Valenzuela, MA. Fluorescence studies of ATP-diphosphohydrolase from Solanum tuberosum var. Desireé. Phytochemistry 2000, 54, 495-501.
- Kettlun, AM., Espinosa, V., Zanocco, A,.Valenzuela, MA. Studies on ATP-diphosphohydrolase nucleotide-binding sites by intrinsic fluorescence. Braz. J. Med. Biol. Res. 2000, 33, 725-9.
- Wink, MR., Buffon, A., Bonan, CD., Valenzuela, MA., Sarkis, JJF., Battastini, AMO. Effect of protein-modifying reagents on ecto-apyrase from rat brain. Int. J. Biochem. Cell Biol. 2000, 32, 105-13. IF: 1,585.
- Valenzuela MA, Collados L, Kettlun AM, Gonzalez F, Cartier L. Increased activity of metalloproteinases and their inhibitors in cerebrospinal fluid of patients with tropical spastic paraparesis. Rev Med Chil. 2000 Jun;128(6):585-92.
- Valenzuela, MA., Cartier, L., Collados, L., Kettlun, AM., Araya, F., Concha, C., Flores, L. & Mosnaim, A.D. Gelatinase activity of matrix metalloproteinases in the cerebrospinal fluid of various patients populations. Res. Commun. Mol. Pathol. Pharmacol. 1999, 104, 142-54. IF: 0,611.
- García, L., Chayet L., Kettlun, AM., Collados L., Chiong, M., Traverso-Cori,  A., Mancilla, M., Valenzuela, M.A. Kinetics characteristics of nucleoside mono-, di- and triphosphatase activities of the periplasmic 5’–nucleotidase of Escherichia coli. Comp. Biochem. Physiol. B. Biochem. Mol. Biol. 1997, 117, 135-42. IF: 0,872.
- Chayet, L., Collados, L., Kettlun, AM., Campos E., Traverso-Cori A., Garcia, L,  Valenzuela, MA. Human placental ecto-enzymes: studies on the plasma membrane anchorage and effect of inhibitors of ATP-metabolizing enzyme”. Res. Commun. Mol. Path. & Pharmacol. 1997, 96, 14-24. IF: 0,611.
- Vasconcelos, E.G., Ferreira, S.T., de Carvalho, T.M.U., de Souza, W., Kettlun, AM., Mancilla, M., Valenzuela, MA, Verjovski-Almeida, S. Partial purification and immunohystochemical localization of ATP-diphosphohydrolase from Shistosoma mansoni. J. Biol. Chem. 1996, 271, 22139-45. IF: 7,199.
- Sandoval, S., García, L., Mancilla, M., Kettlun, AM., Collados, L., Chayet, L., Traverso-Cori, A., Valenzuela, MA. ATP-diphosphohydrolase activity in rat microvillar membranes and vascular tissue. Int. J. Biochem. & Cell Biol. 1996, 28, 591-9. IF: 1,585.
- Valenzuela, MA., Kettlun, AM., Sandoval, S., García, L., Mancilla, M., Neckelmann, G., Chayet, L., Alvarez A., Cuevas, F., Collados, L., Espinosa, V., Traverso-Cori, Bravo, I. Acevedo, G. & Aranda E. (1996). “Comparison of the biochemical properties, regulation and function of ATP-diphosphohydolase from human placenta and rat kidney “. Braz. J. Med. Biol. Res. 29, 589-597. IF: 0,439.
- Espinosa, V., Galleguillos, M., Mancilla, M., Garrido, J., Kettlun, AM., Collados, L., Chayet, L., García L., Traverso-Cori, A., Valenzuela, M..Apyrase activity in rat heart tissue. Biochem. Mol. Biol. Int. 1996, 39, 905-15. IF: 0,792.
- Alvarez, A., Chayet, L., Galleguillos, M., García, M., Kettlun, AM., Collados, L., Traverso-Cori, A., Mancilla, M., Valenzuela, MA Characterization of ATP-diphosphohydrolase from rat mammary gland. Int. J. Biochem. & Cell Biol. 1996, 28, 75-9. IF: 1,585.
- Kettlun, AM., Alvarez, A., Quintar, R.,Valenzuela, MA., Collados, L., Aranda, E., Banda, A., Chayet, L., Mancilla, M,. Traverso-Cori, A. Human placental ATP-diphosphohydrolase: Biochemical Characterization, regulation and function"  Int. J. Biochem. 1994, 26, 437-48. Indice de impacto: 1,585.
- Kettlun, AM., Leyton, M., Valenzuela, MA., Mancilla, M., Traverso-Cori, A.Identification and subcellular localization of two isoenzymes of apyrase from Solanum tuberosum var. Ultimus" Phytochemistry 1992, 31, 1889-94. IF: 1,179.
- Valenzuela, MA., Collados, L., Kettlun, AM., Mancilla, M., Lara, H., Puente, J., Aranda, E., Chayet, L., Alvarez, A., Traverso-Cori, A. Changes in apyrase activity in uterus and mammary gland during lactogenic cycle. Comp. Biochem. Biophys. 1992, 103B, 113-8. F: 0,872.
- Kettlun, AM., Urra, R., Leyton, M., Valenzuela, MA., Mancilla, M, Traverso-Cori, A. Purification and characterization of two isoapyrases obtained from Solanum tuberosum var. Ultimus. Phytochemistry, 1992, 31, 3691-6. IF: 1,179.
- Pieber, M., Valenzuela, M.A., Kettlun, .M., Mancilla, M., Aranda, E., Collados, L.,Traverso-Cori, A. (1991) "ATPase-ADPase activities of rat placental tissue". Comp. Biochem.  Physiol. 1991, 100B, 281-4. IF: 0,872.
- Anich, M., Fanta, M., Mancilla, M., Kettlun, AM., Valenzuela, MA., Traverso-Cori, A. Apyrase activity and changes in metabolites during germination and tuberization of Solanum tuberosum. Phytochemistry 1991, 29, 1411-6. IF: 1,179.
- Valenzuela, MA., López, J., Depix, M., Mancilla, M., Kettlun, AM., Catalán, L., Chiong, M., Garrido, J, Traverso-Cori, A. Comparative subcellular distribution of apyrase from animal and plant sources. Characterization of microsomal apyrase". Comp. Biochem. Physiol. 1989, 39B, 911-9. IF: 0,872.
- Valenzuela, M.A., Kettlun, A.M., Mancilla, M., Calvo, V., Fanta, N. & Traverso-Cori, A. (1988) "The effect of bivalent metal ions on ATPase-ADPase activities of apyrase from Solanum tuberosum". Phytochemistry 27, 1981-1988. IF: 1,179.
- Mancilla, M.A., Valenzuela, M.A., Anich, M., Kettlun, A.M., Jara, O. & Traverso-Cori, A. (1987) "Identification of an apyrase activating protein and of calmodulin in Solanum tuberosum". Phytochemistry 26, 2471-2474. IF: 1,179.
- Mancilla, M., Kettlun, AM., Valenzuela, MA., Traverso-Cori, A. Structural studies of two apyrases from Solanum tuberosum". Phytochemistry 1984, 23, 1397-1400. IF: 1,179.
- Kettlun, AM., Uribe, L., Calvo, V., Silva, S., Rivera, J., Mancilla, M., Valenzuela, MA., Traverso-Cori, AProperties of two apyrases from Solanum tuberosum. Phytochemistry 1982, 23, 551-8. IF: 1,179.
- Del Campo, G., Puente, J., Valenzuela, MA., Traverso-Cori, A. Hydrolysis of synthetic pyrophosphoric esters by an isoenzyme of apyrase from Solanum tuberosum. Biochem. J. 167, 1977, 525-9. IF: 3,855.
- Harris, P.A., Garai, AS., Valenzuela MA, Reduction of doxorubicin (adriamycin) bone marrow toxicity. J. Pharm. Sci. 1975, 64, 1574-6. IF: 1,764.
- Valenzuela, MA., Del Campo, G., Marín, E., Traverso-Cori, A. Effects of protein-modifying reagents on an isoenzyme of potato apyrase. Biochem. J. 1973, 133, 755-63. IF: 3,855.
- Chenoweth, D., Brown, D., Valenzuela MA., Smith, EL. Amino tripeptidase of swine kidney. II.Amino acid composition and molecular weight. J. Biol. Chem. 1973, 248, 1684-6. IF: 7.199.